# 林偉 (演員)
林偉（英語：Vincent Lam Wai，1963年12月14日—），香港男演員及模特兒，現為無綫電視基本藝人合約藝員，亦是香港明星足球隊隊員。

## 背景

### 早年生活
林偉家有一姊三兄，在家中排行最小，因父親早逝而在單親家庭裡成長。他早年於銅鑼灣勵德邨附近的木屋區成長，約3歲左右搬到灣仔居住，17至18歲時再移居葵涌荔景居屋。他就讀灣仔德群幼稚園，從東華三院李賜豪小學畢業後入讀位處修頓球場附近、即譚臣道17至23號、由中華基督教禮賢會香港區會主辦的香港禮賢會中學，惟學業成績一般；他就讀小學期間已活躍於修頓球場及維多利亞公園一帶，然而運動細胞不發達，只會在球場一邊踢足球，一邊旁觀，這是其當時的主要娛樂。
林偉曾於中二暑假裡到兄長的車房學做生意，同時練出良好胸肌線條。後來，他中學畢業就應一位車主邀請，當了2至3年保險經紀。直至1987年之前，他還未成為全職模特兒，曾在尖沙咀寫字樓工作。當他某次行經昔日位於尖沙咀的新世界東急百貨中心時遇上一位混血男子，遂漸展開模特兒生涯。那年該名男子詢問其拍攝廣告意願，他最初不以為意，之後在地鐵站再度重遇便答應往漆咸圍的公司接受模特兒訓練。

### 模特兒事業
林偉參加模特兒訓練班時共有三位同學（一男兩女），女同學之一為李嘉欣。他完成訓練後曾任模特兒訓練員，又曾為林國輝、鄧達智等知名設計師擔任模特兒。1987年，他已成全職模特兒和穿梭香港、台灣、新加坡等亞洲不同地方演出，也接拍了大型品牌平面及電視廣告。隨著名氣增加，他成為了1980年代末至1990年代中期的亞洲名模，且於1990年至1991年期間逗留台灣演出，因此給許多人認識。約1992年，他獲公司引薦拍攝電影；1986年已用客串身份拍攝首部電影《兄弟》，翌年還拍攝了第一部電視劇《天橋》。他曾因進修演技而修畢香港演藝學院戲劇系課程。

### 演藝發展
林偉透過參演1992年香港電影《太太的情人》漸讓本地人認識，同年亦加入無綫電視，原因出於監製王心慰賞識（拍攝劇集《天橋》）和邀請（屬意讓他接拍《都市的童話》），並正式轉型為演員。其演藝事業一直發展平穩，中途曾為生計及藝術美感而參與拍攝三級片，至1995年恢復自由身就赴台發展，1996年則加入亞洲電視，合約於2009年結束。在2000年至2010年間，他拍攝了不少電影和電視劇，2003年也曾與表弟以月租8500元租用九龍城衙前圍道店舖專門售賣大閘蟹。
2004年，林偉開始學習打泰拳和健身，之後更當上了泰拳助教；2012年3月獲監製關永忠邀請而重返無綫電視；此前在廣東番禺開設 LED 工程公司，主要往內地工作。2017年，他參與該台首部 4K 電視劇《不懂撒嬌的女人》，飾演「任兆通（任哥）」一角受到觀眾注目，但在拍畢《使徒行者2》之後轉簽全職藝員合約（6騷制），多了時間轉向內地發展，拍攝網劇、網絡電影和登台演出。他出道以來戲路甚廣，曾演繹過風流古裝公子、西裝革履闊少爺、狠毒黑社會大哥及跋扈匪徒一類角色，當中較為人熟悉的包括《再見亦是老婆》「洪世亮」、《再見艷陽天》「韋世邦」、《飛虎II》「盡雞」、《使徒行者系列》「猜 Fing」、《EU超時任務》「賀展祥」、《城寨英雄》「福壽金」、《鐵探》「山狗」等。

## 軼聞
- 林偉就讀中四時由於英文科老師要求同學取一個英文洋名，因女同學認為當時流行一首西方歌曲《Vincent》（由 Don McLean 主唱），其中所描述的 Vincent 形象適合林偉，老師又覺得此名字感覺斯文、大方得體，所以他接受建議取名「Vincent」。不過，當他加入演藝圈認識了尹揚明，並得知兩人洋名相同後便棄用。其圈中人緣不錯，一些好友如李子奇（在1986年亞洲電視第一屆「電視先生競選」活動舉行時認識）、尹揚明（1993年拍攝電影《愛在黑社會的日子》時認識）至今都經常聚會[註 5]。

## 演出作品

### 電視劇（無綫電視）
| 首播   | 劇名               | 角色               | 備註              |
| 1993年 | 都市的童話         | 齊達志             |                   |
| 1993年 | 壹號皇庭II         | 方世豪             |                   |
| 1993年 | 賭霸天下           | 賀飛揚             |                   |
| 1994年 | 射雕英雄傳         | 歐陽克             |                   |
| 1994年 | 餐餐有宋家         | 宋 銀              |                   |
| 1994年 | 方世玉與乾隆皇     | 宋復明             |                   |
| 1994年 | 再見亦是老婆       | 洪世亮             |                   |
| 1994年 | 驚心都市           | 鄧志立             | 第2集「死亡熱線」 |
| 2012年 | 結·分@謊情式       | 張理軍             | 第131集           |
| 2012年 | 雷霆掃毒           | 姜志雄             | 第16 - 20集       |
| 2013年 | 心路GPS            | 黃世民             |                   |
| 2013年 | 衝上雲霄II         | 詹子麒             |                   |
| 2013年 | 情逆三世緣         | 辛 虎              |                   |
| 2013年 | 神鎗狙擊           | 江志毅             |                   |
| 2014年 | 廉政行動2014       | 張志衡（阿鬼）     | 第5集「戰友」     |
| 2014年 | 使徒行者           | 猜 Fing            |                   |
| 2014年 | 名門暗戰           | 苟柏堅             | 第18 - 21、23集   |
| 2014年 | 飛虎II             | 盡 雞              | 第7 - 9集         |
| 2014年 | 八卦神探           | 余民威（威水叔叔） | 第4、16集         |
| 2015年 | 衝線               | 陽 日              |                   |
| 2015年 | 愛·回家            | 洪 武              | 第808、809集      |
| 2015年 | 收規華             | 力                 |                   |
| 2016年 | 鐵馬戰車           | 熊 番              | 第1、18 - 20集    |
| 2016年 | EU超時任務         | 賀展祥             |                   |
| 2016年 | 殭                 | 岳一鳴             | 第25 - 28、31集   |
| 2016年 | 城寨英雄           | 福壽金             | 第2 - 13集        |
| 2016年 | 幕後玩家           | 徐耀東             | 第29、30集        |
| 2016年 | 巾幗梟雄之諜血長天 | 楊 虎              | 第6 - 8集         |
| 2017年 | 乘勝狙擊           | 余啟東             |                   |
| 2017年 | 全職沒女           | 齋 哥              | 第12、13集        |
| 2017年 | 不懂撒嬌的女人     | 任兆通（任哥）     |                   |
| 2017年 | 使徒行者2          | 猜 Fing            |                   |
| 2018年 | 兄弟               | 羅英奇             | 第12 - 20集       |
| 2019年 | 鐵探               | 山 狗              | 第1 - 5集         |
| 2021年 | 欺詐劇團           | 文 仁              |                   |
| 2021年 | 七公主             | 羅文彪             | 第17、19集        |
| 2021年 | 把關者們           | 黃 sir             | 第23、25、26集    |
| 2021年 | 十月初五的月光     | 萬世光             |                   |
| 2022年 | 鐵拳英雄           | 鄭沙馬             |                   |
| 2022年 | 法證先鋒V          | 譚 森              |                   |
| 2022年 | 超能使者           | 張Sir              | 第18集            |
| 2023年 | 隱形戰隊           | 英 武              |                   |
| 2023年 | 香港人在北京       | 大老闆             | 第1集             |
| 2023年 | 新聞女王           | 飛龍哥             |                   |
| 2024年 | 逆天奇案2          | 羅進升             |                   |
| 2024年 | 反黑英雄           | 鄧龍（登龍）       |                   |
| 2025年 | 刑偵12             | 丁洛偉             |                   |

### 電視劇（邵氏兄弟）
| 首播   | 劇名           | 角色   | 備註 |
| 2018年 | 飛虎之潛行極戰 | 韓哲琛 |      |

### 電視劇（亞洲電視）
| 首播   | 劇名           | 角色           | 備註                  |
| 1987年 | 天橋           | 唐 威          |                       |
| 1996年 | 再見艷陽天     | 韋世邦         |                       |
| 1997年 | 國際刑警1997   | 蘇文華         | 「玉山狙擊」          |
| 2000年 | 影城大亨       | 溫偉中、袁東海 |                       |
| 2001年 | 縱橫天下       | Teddy          |                       |
| 2003年 | 暴風型警       | 麥 輝          |                       |
| 2005年 | 危險人物       | 盲 曹          | 「省港梟雄」          |
| 2005年 | 喜有此理       |                |                       |
| 2006年 | 香港奇案實錄   | 丁 反          | 第5 - 9集「重裝悍匪」 |
| 2006年 | 義無反顧       | 張海滔（青年） |                       |
| 2007年 | 大城小故事     | 醫 生          |                       |
| 2007年 | 十六不搭喜趣來 | 藍盛倫         |                       |
| 2008年 | 火蝴蝶         | 岑家強         |                       |
| 2010年 | 勝者為王       | 歐陽發         |                       |

### 電視劇（香港電台電視部）
| 首播   | 劇名         | 角色                   | 備註                          |
| 1994年 | 屋簷下1994   | Alex                   | 第6集「情人 ‧ 知己」          |
| 1994年 | 萬戶交響曲   | 阿 基                  | 第6集「維鵲有巢」             |
| 1996年 | 屋簷下1996   | 阿 明                  | 第2集「新婚之慶」             |
| 1998年 | 論盡都市人   | 阿 Ray                 | 第6集「耐人尋覓」             |
| 2000年 | 二千年之選   | 卓不凡（卓公子）       | 第5集                         |
| 2009年 | 毒海浮生     | 黃子龍                 | 第三輯 第3集「肖子」          |
| 2009年 | 海關故事     | 海關電腦法證科高級督察 | 第2集「烤爐行動」             |
| 2010年 | 沒有牆的世界 | 王紹輝                 | 第一輯 第5集 「說不出的願望」 |
| 2010年 | 證義搜查線   | 證券行劫匪             | 第1集                         |
| 2010年 | 火速救兵     | 鄭家傑                 | 第3集「高溫任務」             |
| 2011年 | 非常平等任務 | Kelvin                 | 第4集「倒轉魔法師」           |
| 2012年 | 火速救兵II   | 王向華（華 sir）       | 第1集「閃燃報告」             |

### 電視劇（其他）
| 首播   | 劇名           | 角色           | 備註             |
| 1990年 | 老闆的四個男人 | 譚健民         | 中視             |
| 1995年 | 碧海明月心     | 宋耀威         | 中視             |
| 1996年 | 路客與刀客     | 古振聲         | 「英雄之歌」     |
| 1998年 | 刀歌           | 岳國城         | 「多情刀」、中視 |
| 1998年 | 展昭豔史       | 彭 虎          |                  |
| 1998年 | 愛在世紀終結時 | 張 健          |                  |
| 1999年 | 獅城神探       |                |                  |
| 2011年 | 天下鹽商       | 孫建功         |                  |
| 2011年 | 公主出山       |                |                  |
| 2012年 | 初戀情人的來信 |                | 安徽台           |
| 2015年 | 我的老千生涯   | 唐頌佳         | Letv 網絡劇      |
| 2018年 | 冒险王卫斯理   | 霍大成（火哥） | 單元：無名髮     |
| 2020年 | 戰毒           | 莫耀強         |                  |

### 綜藝節目
| 首播   | 節目名                             | 備註                                | 電視台               |
| 1993年 | 卿撫你的心                         | 演出                                | 無綫電視             |
| 1993年 | 寰宇風情                           | 密克羅尼西亞特輯主持                | 無綫電視             |
| 1993年 | 不可思議星期二                     | 「拾靈」                            | 無綫電視             |
| 2000年 | 英國倫敦全美及全歐華裔新秀歌唱大賽 |                                     |                      |
| 2005年 | 醫食住行七點鐘                     | 「大遊俠」 （台灣澎湖、日本富士山） | 亞洲電視             |
| 2006年 | 從香港出發                         | 安徽、湖南特輯                      | 亞洲電視             |
| 2006年 | 夏日活力天下游                     |                                     | 亞洲電視             |
| 2007年 | 方草尋源                           | 第五集「陳香沁胃」                  | 亞洲電視             |
| 2007年 | 亞姐碧水灣溫泉養生之旅             |                                     | 亞洲電視             |
| 2008年 | 電視風雲50年                       | 第12集嘉賓                          | 亞洲電視             |
| 2008年 | 歎盡全世界 - 泰國清邁篇            | 嘉賓主持                            | 亞洲電視             |
| 2008年 | 全球華人慶中秋                     |                                     | 亞洲電視、杭州明珠台 |
| 2010年 | 愛情影畫戲                         | 專訪嘉賓                            | 健康生活台           |
| 2014年 | 兄弟幫                             | 第1119、1134集                      | 無綫電視             |
| 2016年 | 萬千星輝賀台慶                     | 嘉賓                                | 無綫電視             |
| 2016年 | 2017 TVB節目巡禮星光晚宴           | 嘉賓                                | 無綫電視             |
| 2018年 | TVB 50+1周年再出發                 | 演出嘉賓                            | 無綫電視             |
| 2020年 | 5G改寫我們的故事                   | 演出                                | 無綫電視             |

### 電影
| 首映   | 電影名                   | 角色                  |
| 1986年 | 兄弟                     | 高覺文                |
| 1987年 | 意亂情迷                 | 賭 客                 |
| 1989年 | 說謊的女人               |                       |
| 1992年 | 太太的情人               | Alan                  |
| 1992年 | 92應召女郎               | 林公子                |
| 1992年 | 赤裸迷情                 | Alex                  |
| 1993年 | 激情艷女                 |                       |
| 1993年 | 情難自制                 | 高 飛（紀柏常）       |
| 1993年 | 愛的精靈                 | 李俊仁                |
| 1993年 | 現代情慾篇之換妻檔案     |                       |
| 1993年 | 愛在黑社會的日子         | 宴會賓客              |
| 1993年 | 那個少女不多情之脫的疑惑 |                       |
| 1994年 | 傻大姐翻轉瘋人院         | 周民生                |
| 1994年 | 野店                     | 布娃娃精靈            |
| 1994年 | 無盡的愛                 | KK / 莊先生           |
| 1994年 | 暴劫紅唇（電視電影）     | 阮文浩                |
| 1994年 | 風流一夜情               | 胡 彬                 |
| 1995年 | 飛虎雄風（電視電影）     | 劉家偉                |
| 1997年 | 難得有情郎               | 余志權                |
| 1997年 | 現代馴悍記               | 劉仲邦                |
| 1997年 | 完全失控                 | 林 偉                 |
| 1999年 | 四級殺人狂2男瘋          | 麥 可                 |
| 1999年 | 紅樓殘夢之董小宛         | 竇 霍                 |
| 1999年 | 安仔與波子               | 林偉安                |
| 2000年 | 午夜凶靈之心魔2000       |                       |
| 2000年 | 致命戀人                 | Michael               |
| 2000年 | 飆車之車神傳說           |                       |
| 2000年 | 午夜凶靈之黑日驚魂       | 鄺文達                |
| 2001年 | 江水無痕之薛濤           |                       |
| 2002年 | 情迷個半月               | 阿錦鄰居              |
| 2003年 | 阿龍的故事               |                       |
| 2003年 | 失鎗72小時               | 阿 偉                 |
| 2003年 | 第六感                   | 莊立行                |
| 2003年 | 黑組之清理門戶           | 伍成武                |
| 2004年 | 畫鳥記                   | 房 德                 |
| 2004年 | 空鏡記                   | 蝦 球                 |
| 2004年 | 驚心動魄                 | 啟諾同學              |
| 2004年 | 綁架岳母                 |                       |
| 2004年 | 柔道小子                 | 何足道、卓 然         |
| 2005年 | 無敵老夫子新傳少林偵探社 | 秦先生                |
| 2005年 | 金雞后傳                 |                       |
| 2006年 | 真心特警                 | 張律師、小羅拔、羅 拔 |
| 2009年 | 復仇                     | 馮喬治手下            |
| 2011年 | 楊門女將                 | 王 強                 |
| 2014年 | 重生                     |                       |
| 2016年 | 刑警兄弟                 | 重案組探員            |
| 2016年 | 選老頂                   | 油 追                 |
| 2016年 | 寒戰II                   | 陳志坤                |
| 2019年 | 使徒行者2：谍影行动      | 鍾警官                |
| 2020年 | 樂坊殺機（網絡電影）     | 常 爍                 |
| 2021年 | 終極代碼                 | 莫先生                |
| 2025年 | 哈哈哈新年喜戲           |                       |

### 舞台劇
- 1997年5月30日 - 6月1日：《男式之情人、再見！》（源澤流（樣本）創作）

### 廣播劇
- 戀愛物語（與歐倩怡合作）

### 音樂錄像
| 年份   | 歌名           | 歌手   | 備註   |
| 1993年 | 容易受傷的女人 | 鄺美雲 |        |
| 1994年 | 偷偷摸摸       | 李克勤 | TVB 版 |
| 1994年 | 繾綣星光下     | 關淑怡 |        |
| 2000年 | 癡心換情深     | 周慧敏 | TVB 版 |

### 電台節目
- 2016年3月21 - 25日：香港電台第二台《守下留情》（近代豪俠系列三十五）嘉賓  （页面存档备份，存于） （页面存档备份，存于） （页面存档备份，存于） （页面存档备份，存于） （页面存档备份，存于）

### 廣告
| 年份   | 產品                                                        |
|        | 香港星晨旅遊 - 泰國篇                                       |
|        | 恆生銀行                                                    |
|        | G2000                                                       |
| 1985年 | 珠江橋牌「特醇米酒」 （页面存档备份，存于）                 |
|        | Giordano                                                    |
|        | 維他奶                                                      |
|        | 中山雍景園                                                  |
| 2015年 | 萊斯增髮技術中心「美國無痕跡式織髮」 （页面存档备份，存于） |

### 其他
- 2001年3月23 - 25、30、31日：《鄭錦昌唱遊鴛鴦江晚會》（司儀）